# Dödskällan
Dödskällan (Fresh kills) är en kriminalroman av Reggie Nadelson som utgavs år 2008.
Dödskällan är Nadelson tredje roman om Artie Cohen.

## Handling
Boken utspelar sig i New York. Artie Cohen får ett telefonsamtal från sin halvsyster Genja, som vill att han ska ta hand om hennes tonåriga son Billy medan hon reser till London med sin man Johnny. Artie ställer upp.
Billy har precis släppts ut från en ungdomsvårdsanstalt, där han avtjänat ett straff för mord. Billy verkar vara en vanlig, intelligent tonåring som gillar att läsa och vad det än var som fick honom att begå mordet så verkar han vara okej nu.
Men Artie oroar sig för honom. Telefonhoten strömmar in och någon verkar förfölja Billy. Undan för undan verkar det förflutna hinna ikapp Billy. Och när mordoffer börjar dyka upp hoppas Artie att Billy inte är inblandad....

## Om boken
I Sverige utgavs den i översättning av Ylva Stålmarck av Norstedts. Den har även getts ut som ljudbok inläst av Jakob Eklund.